# 水先法
水先法（みずさきほう、昭和24年5月30日法律第121号）は、水先をすることができる者の資格を定め、および水先業務の適正かつ円滑な遂行を確保することにより、船舶交通の安全を図り、あわせて船舶の運航能率の増進に資することに関する日本の法律である。
近い将来、船長経験を有する水先人が不足することによる船舶交通の円滑な運航が保てなくなる懸念。また、港湾の国際競争力の強化の観点から水先業務の運営の効率化・適正化への要請の高まりから、水先法の一部改正法案（「海上物流の基盤強化のための港湾法等の一部を改正する法律案」）が第164回国会で成立した。これにより、水先人の資格要件の緩和や船舶の大型化等に伴う水先人の知識技能の維持・向上、水先人会の機能強化と日本水先人会連合会の創設等が規定された。

## 構成
- 第1章 - 総則（第1条~第3条）
- 第2章 - 水先人
  - 第1節 - 水先人の免許及び水先人試験（第4条~第13条）
  - 第2節 - 登録水先人養成施設等（第14条~第32条）
- 第3章 - 水先及び水先区（第33条~第47条）
- 第4章 - 水先人会及び日本水先人会連合会
  - 第1節 - 水先人会（第48条~第54条）
  - 第2節 - 日本水先人会連合会（第55条~第58条）
- 第5章 - 監督（第59条~第69条）
- 第6章 - 雑則（第70条~第74条）
- 第7章 - 罰則（第75条~第81条）
- 附則

## 免許・資格
- 水先人